# Keele
Keele is een civil parish in het bestuurlijke gebied Newcastle-under-Lyme (borough), in het Engelse graafschap Staffordshire met 3.667 inwoners.
Keele ligt ongeveer vijf kilometer ten westen van Newcastle-under-Lyme, en ligt vlak naast Silverdale. Op het grondgebied van Keele ligt Keele Universiteit, en een groot aantal van de 3.667 inwoners zijn studenten aan de universiteit. De plaats ligt ook vlak aan de M6 autosnelweg.
De naam komt van het Angelsaksisch Cȳ-hyll, vertaald naar het Engels "Cow-hill" of Koeienheuvel.